# Kmail
KMail är en e-postklient för KDE. 
Kmail stödjer mappar, filtrering, html-brev samt internationella teckenuppsättningar. Den klarar IMAP, POP3 och lokala postlådor för inkommande brev samt kan skicka mail via SMTP eller Sendmail-konvention.

## Spam och filtrering
Kmail använder två filter för att filtrera mail. Detta för att ha en så modulär uppbyggnad som möjligt.
- Send this e-mail to a program tillåter valfritt program att användas och när mailfiltret aktiveras körs det specificerade programmet med mailet som indata via stdin.
- Pipe this e-mail to a program skickar inte bara mailet vidare till ett program utan ersätter även mailet med utdatat från det programmet. Med hjälp av detta filter kan man använda program som Spamassassin som lägger till ett eget brevhuvud (header) till mailet.

Dessa modulära filter kan tillsammans med textfilter upptäcka exempelvis mail som SpamAssassin har markerat som skräp genom att titta på det brevhuvud som SpamAssassin lagt till.

## Stöd för kryptografi

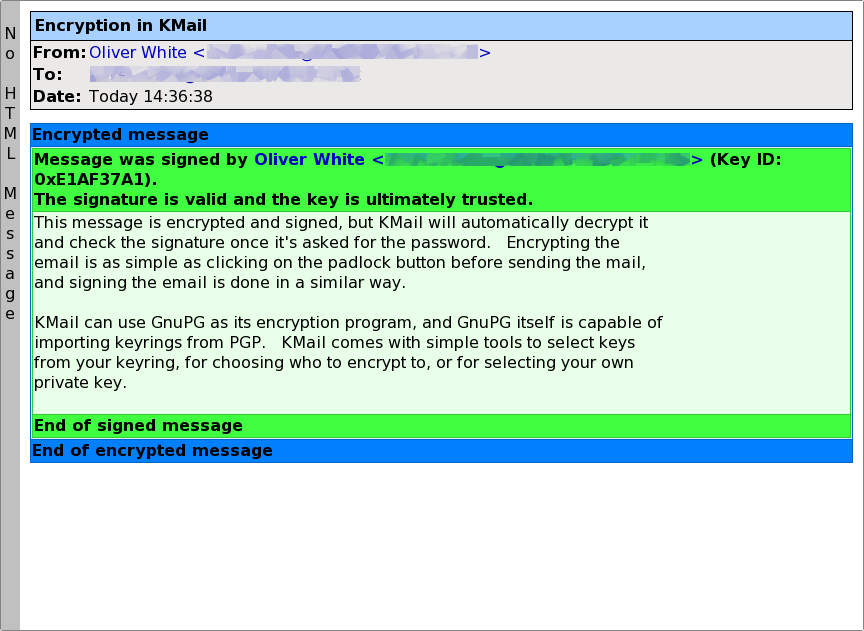
KMail stöder kryptering.

Kmail har inbyggt stöd för OpenPGP och avkrypterar automatiskt samt kontrollerar signaturen på mail när användaren givit sitt lösenord. Breven får då en blå eller grön ram runt sig för att visa att de varit krypterade.

## Stöd för grupprogram
Om Kmail används som en del av Kontact så kan Kmail fungera som ett grupprogram vilket gör att man kan dela kontaktlistor, e-post, kalendrar och noteringar mellan användare.